# Лонго, Акилле (старший)
Акилле Лонго (итал. Achille Longo; 20 февраля 1832, Меликукка — 11 мая 1919, Неаполь) — итальянский дирижёр, музыкальный педагог и композитор. Отец Алессандро Лонго, дед Акилле Лонго (младшего).
С 1844 года, после смерти обоих родителей, воспитывался в сиротском приюте в Реджо-ди-Калабрия. Уже в приюте продемонстрировал исключительную музыкальную одарённость как исполнитель на фортепиано, скрипке и кларнете. С 1853 года возглавлял духовой оркестр в городе Никотера, затем в 1860—1866 гг. в городе Амантеа. Оттуда вернулся в Никотеру, с 1871 г. на протяжении десятилетия руководил оркестром и преподавал музыку в семинарии в Оппидо-Мамертина, в 1879—1884 гг. также руководил оркестром и преподавал в Терранова-Саппо-Минулио.
С 1886 года жил и работал в Неаполе. Преподавал в музыкальной школе Альфонсо Рендано (1888—1890) и в Неаполитанском музыкальном лицее. Переписал вручную около 400 сочинений Доменико Скарлатти, находившихся в городских архивах, — эти записи стали одним из оснований собрания сочинений Скарлатти, подготовленного его сыном Алессандро Лонго.
Опубликовал учебное пособие «24 пьесы для фортепиано во всех тональностях», несколько раз переиздававшееся под редакцией сына Алессандро. В архиве Реджо-ди-Калабрия сохранился ряд других сочинений Лонго-старшего, в том числе литания для голоса и органа, Tantum ergo для двух голосов и органа, песня «Сплетаем венок» (итал. Intrecciamo una corona) для четырёхголосного хора, струнных и органа, фортепианные полька-мазурка, похоронный марш и вальс (последний посвящён политику и гражданскому деятелю из Никотеры Бруно Винчи).